# Carlo Caracciolo
Carlo Caracciolo (Florença, 23 de outubro de 1925 – Roma, 15 de dezembro de 2008) foi um editor italiano. Ele criou o Gruppo Editoriale L'Espresso, um dos principais grupos editoriais da Itália. Ele era conhecido como "o príncipe editor", referindo-se a seu nascimento aristocrático e maneiras elegantes.